# Sympagurus burkenroadi
Sympagurus burkenroadi is een tienpotigensoort uit de familie van de Parapaguridae. De wetenschappelijke naam van de soort is voor het eerst geldig gepubliceerd in 1943 door Thompson.